# ایزابل بیگلی
ایزابل بیگلی (انگلیسی: Isabel Bigley; ۲۳ فوریهٔ ۱۹۲۶ – ۳۰ سپتامبر ۲۰۰۶) بازیگر و خواننده اهل ایالات متحده آمریکا بود.